# Зверобой вытянутый
Зверобо́й вы́тянутый, или зверобой иссополистный (лат. Hypericum elongatum) — многолетнее травянистое растение, вид рода Зверобой (Hypericum) семейства Зверобойных (Hypericaceae).

## Ботаническое описание
Травянистое растение, голое, сизовато-зелёного или сероватого цвета, в высоту достигают 20—50 см. Стебли цилиндрические, бурого или красновато-бурого цвета, прямые, иногда могут быть раскинутыми, коротко ветвистые.
Листья продолговато-линейной или продолговатой формы, длиной 1—2,5 см и шириной 0,5—1 см, туповатые. Железистые точки рассеянные и прозрачные, завёрнутые по краям листьев.
Цветки многочисленные, в полузонтиках они располагаются по 3—9 цветков. Соцветие — метёлка, узкая, практически кистевидная, удлинённая, рыхлая, длина 12—20 см и ширина 2—4 см. Прицветники ланцетной формы, длиной 3 мм, туповатые. Чашечка достигает в длину 3—5 мм. Доли чашечки яйцевидно-продолговатой, или яйцевидной, или продолговато-ланцетной формы, длиной 2—3 (до 4,5) мм и шириной 1—2 мм, туповатые, в верхней части на краях расположены редкие желёзки, головчатые, иногда края могут быть гладкими. Лепестки продолговато-обратнояйцевидной формы, длиной 1—1,2 см и шириной 0,4—0,5 см, тупые, бока неравные, на краях расположены чёрные головчатые желёзки. Тычинок многочисленные, длиной 8—10 мм, собираются в 3 пучка, в каждом из которых по 40—60 тычинок.
Завязь яйцевидной или конической формы, длиной 2,5—3 мм. Столбиков 3, свободные, длиннее завязи в 2 раза. Коробочка яйцевидно-продолговатой формы, длиной 0,8—1 см и шириной 0,4—0,5 см, заострённые. Семена мелкие, длиной 2—2,5 мм, цилиндрической формы, тупые, согнутые, коричневого цвета. Цветение длится с июня по июль. Плодоношение происходит с июля по август.
Вид описан из Западной Сибири.

## Химический состав
Во всех частях растения содержатся в небольших количествах алкалоиды.
В листьях содержится 1610 мг% аскорбиновой кислоты.

## Распространение и экология
Зверобой вытянутый распространён в Марокко, Иране, Турции, Армении, Азербайджане, Грузии, Казахстане, Киргизии, Таджикистане, Узбекистане, Туркменистане, Крыму, Греции, Испании.
Зверобой вытянутый произрастает на сухих каменистых склонах, в степях и совместно с кустарниками в среднем поясе гор. В лесной зоне поднимается до 2200 метров над уровнем моря.

## Значение и применение
Измельчённые семена в малых дозах в народной медицине Казахстана употреблялись против малярии, как слабительное и тоническое средство. Большие дозы семян считаются ядовитыми.
В общей массе с другими растениями поедается на пастбище и в сене.
Зверобой вытянутый также является красильным растением. Для краски используются его надземные части.
Содержит эфирные масла, витамин C, каротин, дубильные вещества, кверцетин, кверцитрин, гиперин, рутин, витамин P и витамин E.

## Классификация
Вид Зверобой вытянутый входит в род Зверобой (Hypericum) семейство Зверобойные (Hypericaceae).
|  |                  |  |                     |                          |                          |  | ещё 45 порядков покрытосеменных (согласно Системе APG II) | ещё 45 порядков покрытосеменных (согласно Системе APG II) |                                           |  |  |  | ещё 9 родов        | ещё 9 родов            |            |  |  |  |  |
|  |                  |  |                     |                          |                          |  | ещё 45 порядков покрытосеменных (согласно Системе APG II) | ещё 45 порядков покрытосеменных (согласно Системе APG II) |                                           |  |  |  | ещё 9 родов        | ещё 9 родов            | 6 подвидов |  |  |  |  |
|  |                  |  |                     | отдел Цветковые растения |                          |  |                                                           |                                                           | семейство Зверобойные                     |  |  |  |                    | вид Зверобой вытянутый |            |  |  |  |  |
|  |                  |  |                     | отдел Цветковые растения |                          |  |                                                           |                                                           | семейство Зверобойные                     |  |  |  |                    | вид Зверобой вытянутый |            |  |  |  |  |
|  | царство Растения |  |                     |                          | порядок Мальпигиецветные |  |                                                           |                                                           | род Зверобой                              |  |  |  |                    |                        |            |  |  |  |  |
|  | царство Растения |  |                     |                          |                          |  |                                                           |                                                           |                                           |  |  |  |                    |                        |            |  |  |  |  |
|  |                  |  | ещё около 21 отдела | ещё около 21 отдела      |                          |  |                                                           | ещё 36 семейств (согласно Системе APG II)                 | ещё 36 семейств (согласно Системе APG II) |  |  |  | ещё около 60 видов | ещё около 60 видов     |            |  |  |  |  |
|  |                  |  |                     | ещё около 21 отдела      |                          |  |                                                           |                                                           | ещё 36 семейств (согласно Системе APG II) |  |  |  |                    | ещё около 60 видов     |            |  |  |  |  |

Состоит из 6 подвидов:
- Hypericum elongatum apiculatum N. Robson
- Hypericum elongatum callithyrsum (Coss.) Á. Ramos
- Hypericum elongatum elongatum
- Hypericum elongatum microcalycinum (Boiss. & Heldr.) N. Robson
- Hypericum elongatum racemosum (Kuntze) N. Robson
- Hypericum elongatum tymphresteum (Boiss. & Spruner) N. Robson